# Pleurozia
Pleurozia är ett släkte av bladmossor. Pleurozia ingår i familjen Pleuroziaceae.
Kladogram enligt Catalogue of Life:
| Pleurozia | \| \| Pleurozia curiosa \| \| \| \| \| \| Pleurozia paradoxa \| \| \| \| \| \| Pleurozia purpurea \| \| \| \| |
|           | \| \| Pleurozia curiosa \| \| \| \| \| \| Pleurozia paradoxa \| \| \| \| \| \| Pleurozia purpurea \| \| \| \| |
|           | Eopleurozia                                                                                                   |
|           | |
|           | Pleurozia curiosa                                                                                             |
|           | |
|           | Pleurozia paradoxa                                                                                            |
|           | |
|           | Pleurozia purpurea                                                                                            |
|           | |

|  | Pleurozia curiosa  |
|  |                    |
|  | Pleurozia paradoxa |
|  |                    |
|  | Pleurozia purpurea |
|  |                    |